# Atletisme als Jocs Olímpics d'Estiu de 2024 - Decatló masculí
La prova de Decatló d'Atletisme als Jocs Olímpics de París 2024 serà la 27a edició de l'esdeveniment en unes Olimpíades. La prova es disputarà entre el 2 i el 3 d'agost del 2024 a l'Stade de France de París.
El canadenc Damian Warner és el vigent campió de la disciplina olímpica, després de guanyar la medalla d'or als Jocs Olímpics de Tòquio 2020. La medalla de plata fou pel francès Kevin Mayer i la medalla de bronze la va aconseguir l'australià Ashley Moloney.
L'equip dels Estats Units és, amb diferència, la selecció més guardonada, amb 14 medalles d'or, 8 medalles de plata i 7 medalles de bronze, en les 26 edicions que l'esdeveniment ha estat present als Jocs Olímpics. Els estatunidencs Ashton Eaton i Bob Mathias i el britànic Daley Thompson, amb 2 medalles d'or cadascú, són els atletes més guardonats en tota la història de la competició.

## Format
La prova del Decatló és una prova combinada d'atletisme, que comprèn quatre curses, 3 llançaments i 3 salts. Els 24 atletes classificats hauran d'anar competint en les diferents proves durant 2 dies consecutius. En cada prova s'obté un número de punts determinat per la marca aconseguida. Els 3 atletes que obtinguin més punts als final de les 10 proves, obtindran les medalles.

## Classificació
Hi ha dues maneres de classificar-se per la prova olímpica. La forma principal és superant la marca estàndard de classificació (que per aquesta edició es troba en els 8.460 punts), en qualsevol prova organitzada o supervisada per la Federació Internacional d'Atletisme, entre l'1 de juliol de 2023 i el 30 de juny de 2024. Depenent dels llocs que sobrin es podran classificar els atletes que no hagin aconseguit aquesta marca mitjançant les places universals i el rànquing atlètic i fent prevaler la diversitat geogràfica. S'ha de tenir en compte que només es podran classificar un màxim de 3 atletes per país i en cas que sigui superior, cada federació haurà d'escollir els 3 llançadors que consideri per participar en les Olimpíades.
| Mètode de classificació       | Places | País         | Atleta classificat |
| ----------------------------- | ------ | ------------ | ------------------ |
| Marca estàndard - 8.460 punts | 3      | Estònia      | Johannes Erm       |
| Marca estàndard - 8.460 punts | 3      | Estònia      | Janek Oiglane      |
| Marca estàndard - 8.460 punts | 3      | Estònia      | Karel Tilga        |
| Marca estàndard - 8.460 punts | 3      | Estats Units | Kyle Garland       |
| Marca estàndard - 8.460 punts | 3      | Estats Units | Harrison Williams  |
| Marca estàndard - 8.460 punts | 3      | Estats Units | Zach Ziemek        |
| Marca estàndard - 8.460 punts | 2      | Canadà       | Pierce LePage      |
| Marca estàndard - 8.460 punts | 2      | Canadà       | Damian Warner      |
| Marca estàndard - 8.460 punts | 2      | Alemanya     | Niklas Kaul        |
| Marca estàndard - 8.460 punts | 2      | Alemanya     | Leo Neugebauer     |
| Marca estàndard - 8.460 punts | 2      | Noruega      | Sander Skotheim    |
| Marca estàndard - 8.460 punts | 2      | Noruega      | Markus Rooth       |
| Marca estàndard - 8.460 punts | 1      | Grenada      | Lindon Victor      |
| Rànquing atlètic              | 1      |              |                    |
| Places universals             | 1      |              |                    |

## Medaller històric
| Posició | País                | Or | Argent | Bronze | Total |
| ------- | ------------------- | -- | ------ | ------ | ----- |
| 1       | Estats Units        | 14 | 8      | 7      | 29    |
| 2       | Regne Unit          | 3  | 0      | 0      | 3     |
| 3       | URSS                | 1  | 3      | 4      | 8     |
| 4       | Alemanya            | 1  | 1      | 2      | 4     |
| 5       | Txèquia             | 1  | 1      | 1      | 3     |
| 6       | Alemanya de l'Est   | 1  | 1      | 0      | 2     |
| 7       | Canadà              | 1  | 0      | 2      | 3     |
| 8       | Estònia             | 1  | 0      | 1      | 2     |
| 9       | Txecoslovàquia      | 1  | 0      | 0      | 1     |
| 9       | Noruega             | 1  | 0      | 0      | 1     |
| 11      | Alemanya Occidental | 0  | 3      | 2      | 5     |
| 12      | França              | 0  | 3      | 0      | 3     |
| 13      | Suècia              | 0  | 2      | 2      | 4     |
| 14      | Finlàndia           | 0  | 2      | 1      | 3     |
| 15      | Belarús             | 0  | 1      | 0      | 1     |
| 15      | Xina                | 0  | 1      | 0      | 1     |
| 15      | Espanya             | 0  | 1      | 0      | 1     |
| 18      | Cuba                | 0  | 0      | 2      | 2     |
| 19      | Austràlia           | 0  | 0      | 1      | 1     |
| 19      | Kazakhstan          | 0  | 0      | 1      | 1     |
| 19      | Polònia             | 0  | 0      | 1      | 1     |